# Tvangeste
Tvangeste ist eine russische Dark-Metal-Band aus Kaliningrad. Der Bandname wurde von der prußischen Burg Twangste auf dem Gebiet des späteren Königsberg übernommen, die 1255 von den Rittern des Deutschen Ordens zerstört wurde.

## Geschichte
Gegründet wurden Tvangeste im August 1996 von Sänger Michael „Miron“ Chirva, bis das Projekt fast zwei Jahre später offizielle Züge annahm und die Single Blood Dreams sowie die Demo Thinking... hervorbrachte. Damals bestand die Band aus Miron (E-Gitarre, Gesang), Nikolay Kazmin (E-Gitarre), Victoria (Keyboard) und Vano Mayoroff (E-Bass). In dieser Besetzung erschien 2000 auch das erste offizielle Album Damnation of Regiomontum. Das Jahr 2002 stand dann ganz im Zeichen des zweiten Albums, betitelt mit FireStorm, welches – nach der eher mäßigen Produktionsqualität des Vorgängers – einen aufwendigen Reifeprozess unterlief und mit Hilfe des Baltic Symphonic Orchestra und des Prussian Chamber Choir aufgenommen wurde. Ferner übernahm Naturelle, die Frau des Sängers, der auch die Gitarre gänzlich Nikolay Kazmin überließ, den Posten der Keyboarderin und Cezar Mielko wirkte als Session-Schlagzeuger mit.
Im April 2005 immigrierten Michael „Miron“ und Naturelle Chirva nach Kanada. Ein Album, bei dem Andy LaRocque die Produktion übernehmen sollte, wurde für 2006 angekündigt, erschien jedoch nie. Seitdem wurde es still um die Band.

## Stil
Tvangeste spielen Dark Metal im Stile von Cradle of Filth, Moonsorrow und Therion mit Kreischgesang, weiblichen Gesangsparts sowie orchestralen Elementen. Die Musik pendelt zwischen Black Metal und Pagan Metal. Die Texte behandeln die prußische Geschichte und Mythologie.

## Diskografie
- 1997: Blood Dreams (Single)
- 1998: Thinking... (Demo)
- 2000: Damnation of Regiomontum (Album)
- 2003: FireStorm (Album)